# 슈피리어호
슈피리어호(Lake Superior)는 북아메리카의 오대호 중 가장 큰 호수이다. 북쪽으로 캐나다 온타리오주와 미국 미네소타주, 남쪽으로 위스콘신주와 미시간주와 접한다. 담수호 중에서 가장 면적이 넓으며, 부피도 세계에서 세 번째로 크다.